# 햄릿 2
《햄릿 2》(영어: Hamlet 2)는 미국에서 제작된 앤드루 플레밍 감독의 2008년 코미디 영화이다. 스티브 쿠건, 캐서린 키너, 에이미 폴러, 데이비드 아켓, 엘리자베스 슈 등이 출연하였고, 에릭 아이스너 등이 제작에 참여하였다.
2008년 제24회 선댄스 영화제에서 초연되었으며, 포커스 피처스를 통해 배급되었다.

## 줄거리
배우로서 실패한 데이나는 투손 고등학교 연극 교사로 취직한다. 보통 《에린 브로코비치》 같은 할리우드 인기작을 원작으로 삼는 학교 연극은 평이 좋지 않다.
새 학기가 시작되면서 예산 삭감으로 연극 수업이 유일한 예술 선택 과목이 되고 새로운 학생들이 울며 겨자 먹기로 들어온다. 그러나 교장은 연극 수업도 이번 학기가 마지막이라고 통보한다. 한편 데이나는 아내 브리와 찾은 인공 수정 병원에서 업계에 환멸을 느껴 간호사로 전직한 배우 엘리자베스 슈와 마주친다.
학생들을 고무하고자 데이나는 직접 《햄릿》 속편에 해당하는 희곡을 쓴다. 데이나는 등장 인물들이 죽음을 피하기 위해 시간 여행을 하고, 햄릿 왕자와 예수가 각자 아버지를 용서하는 등 논쟁적인 내용을 포함시킨다.
양성매념으로 설정된 레이어티스 역에 뽑힌 랜드는 새로 들어온 학생 옥태비오가 햄릿 왕자 역을 맡고 자신의 존재감을 가리자 연극을 그만 두고 교장에게 희곡 대본을 고자질한다. 교장은 데이나에게 제작을 중단하라고 명령한다. 게다가 아내 브리가 하숙인 게리의 아이를 밴 채로 게리와 함께 집을 떠나면서 데이나가 실은 불임이라는 사실을 알려주자 데이나는 절망한다.
데이나가 지난 7년간 끊었던 술을 다시 시작하고 연극을 그만두려고 하자 학생들은 데이나를 설득하고 버려진 창고에서 공연을 올리기로 한다. 미국 시민 자유 연맹 운동가 크리킷 펠드스틴은 공연 취소를 시민 자유 문제로 비화시킨다.
뉴욕 타임스 기자까지 참석한 가운데 표가 매진되고 랜드도 돌아온다. 연극은 처음엔 미묘한 반응을 받지만 박수갈채와 함께 끝나고, 데이나는 공연을 보고 슬럼프를 극복하게 된 엘리자베스 슈와 사귀게 된다. 곧 연극은 출연진 그대로 브로드웨이로 진출한다.

## 출연
- 스티브 쿠건 - 데이나 마지슈츠 역
- 캐서린 키너 - 브리 마지슈츠 역
- 에이미 폴러 - 크리킷 펠드스틴 역
- 데이비드 아켓 - 게리 역
- 엘리자베스 슈 - 본인 역
- 마셜 벨 - 로커 교장 역
- 스카일러 애스틴 - 랜드 포진 역
- 피비 스트롤 - 이피퍼니 셀러스 역
- 멜로니 디애즈 - 이본 역
- 조지프 줄리언 소리아 - 옥태비오 마케즈 역
- 아니 팬토자 - 바이터민 J 역
- 냇 팩슨 - 복사 가게의 글렌 역
- 마이클 에스파자 - 츄이 역

## 기타 제작진
- 배역: 팸 딕슨
- 미술: 토니 패닝
- 의상: 질 뉴웰